# Mohawk Trail

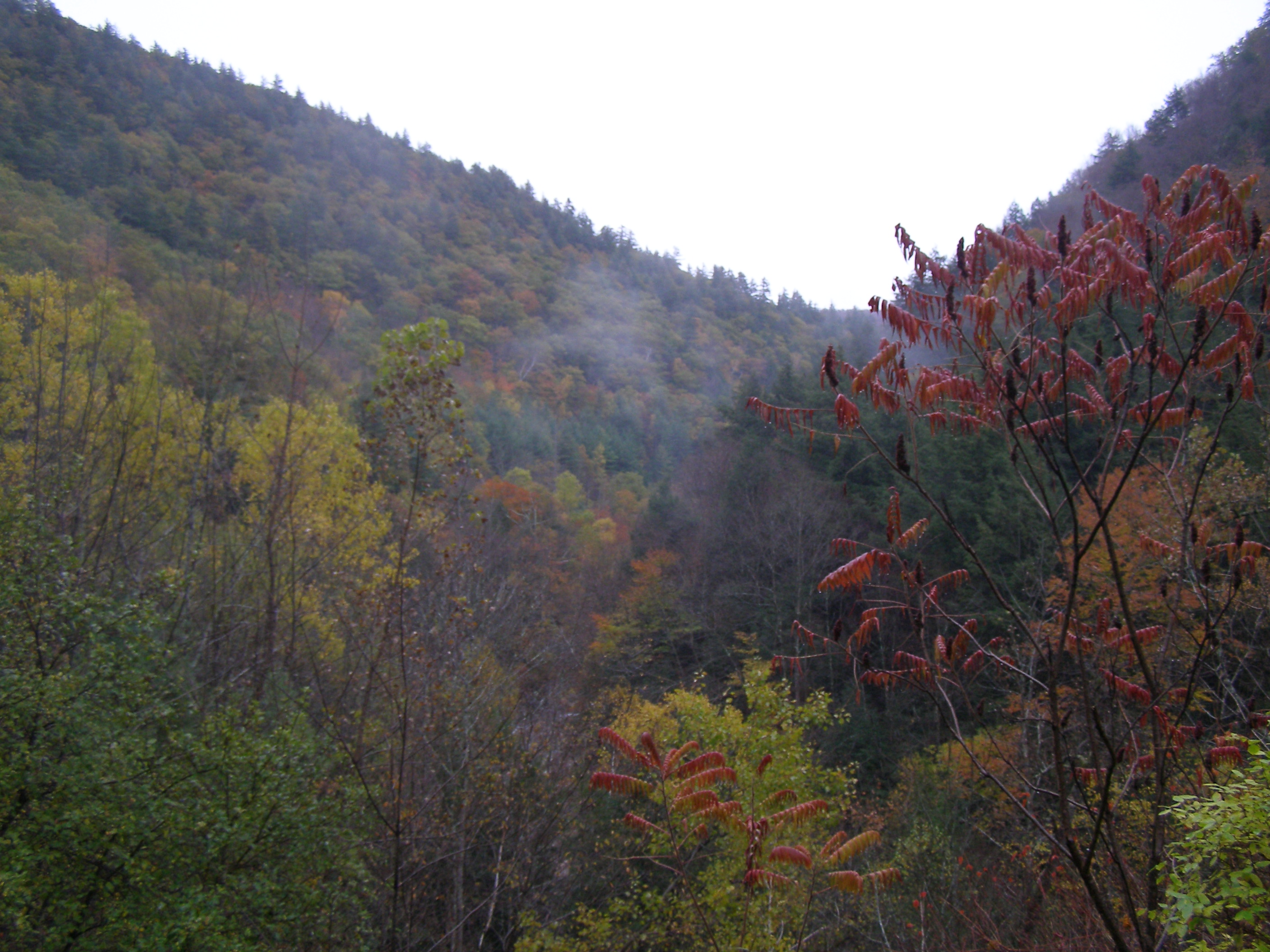
Blick vom Mohawk Trail, östlicher Teil

Der Mohawk Trail ist ein ehemaliger Handelspfad der Mohawk-Indianer, der eine wichtige Verbindung der verschiedenen Stämme an der Atlantikküste mit den Stämmen im heutigen Bundesstaat New York darstellte. 

## Geographie
Der historische Pfad verlief entlang der Flüsse Millers River und Deerfield River. Heute entspricht der Verlauf des Pfades in etwa der Bundesstraße Massachusetts Route 2. Die Straße wurde nach ihrer Asphaltierung 1914 zur ersten Panoramastraße der USA und gehörte danach zu den beliebtesten Autorouten der Neuenglandstaaten.
Der Mohawk Trail wurde am 3. April 1973 unter der Nummer 73000283 in das National Register of Historic Places eingetragen.